# Afonso Rodrigues
Afonso de Oliveira Rodrigues (Braga, 19 agosto 2002) è un calciatore portoghese, attaccante del Tondela.

## Biografia
È cugino del calciatore Paulo Oliveira.

## Caratteristiche tecniche
È un attaccante versatile che può giocare da ala o da centravanti, oppure dietro una punta, da numero 10. È forte nell'uno contro uno e gioca sempre in verticale cercando la profondità.

## Carriera
È cresciuto calcisticamente nei settori giovanili di EF Fernando Pires, Braga e Famalicão. Il 22 luglio 2021 ha firmato il suo primo contratto professionistico con il Famalicão per tre stagioni. È stato nominato miglior giocatore della stagione 2022-2023 della Liga Revelação, con 14 gol in 22 partite. Ha fatto il suo debutto fra i professionisti il 23 luglio 2023, in un incontro della Taça da Liga perso per 3-2 contro il Belenenses. L'11 agosto 2023, alla sua terza in presenza in Primeira Liga, ha realizzato il suo primo gol con la squadra nell'incontro vinto per 2-1 contro il Braga. Il 28 agosto 2023 ha esteso il suo contratto fino al 2027.

## Statistiche

### Presenze e reti nei club
Statistiche aggiornate al 22 febbraio 2025.
| Stagione              | Squadra               | Campionato            | Campionato | Campionato | Coppe nazionali | Coppe nazionali | Coppe nazionali | Coppe continentali | Coppe continentali | Coppe continentali | Altre coppe | Altre coppe | Altre coppe | Totale | Totale | Totale |
| Stagione              | Squadra               | Comp                  | Pres       | Reti       | Comp            | Pres            | Reti            | Comp               | Pres               | Reti               | Comp        | Pres        | Reti        | Pres   | Reti   |        |
| --------------------- | --------------------- | --------------------- | ---------- | ---------- | --------------- | --------------- | --------------- | ------------------ | ------------------ | ------------------ | ----------- | ----------- | ----------- | ------ | ------ | ------ |
| 2023-gen. 2024        | Famalicão             | PL                    | 8          | 1          | CP+Cdl          | 1+1             | 0               | -                  | -                  | -                  | -           | -           | -           | 10     | 1      |        |
| gen.-giu. 2024        | Paços Ferreira        | SL                    | 8          | 3          | CP+Cdl          | -               | -               | -                  | -                  | -                  | -           | -           | -           | 8      | 3      |        |
| 2024-gen. 2025        | Famalicão             | PL                    | 3          | 0          | CP+CdL          | 2+0             | 0               | -                  | -                  | -                  | -           | -           | -           | 5      | 0      |        |
| Totale Famalicão      | Totale Famalicão      | Totale Famalicão      | 11         | 1          |                 | 4               | 0               |                    | -                  | -                  |             | -           | -           | 15     | 1      |        |
| gen.-giu. 2025        | Famalicão             | SL                    | 5          | 0          | CP+CdL          | -               | -               | -                  | -                  | -                  | -           | -           | -           | 5      | 0      |        |
| Totale Paços Ferreira | Totale Paços Ferreira | Totale Paços Ferreira | 13         | 3          |                 | -               | -               |                    | -                  | -                  |             | -           | -           | 13     | 3      |        |
| Totale carriera       | Totale carriera       | Totale carriera       | 24         | 4          |                 | 4               | 0               |                    | -                  | -                  |             | -           | -           | 28     | 4      |        |